# 長崎県小学校一覧
| 総数                     | 総数             | 300校・7分校     |
| 【内訳】                 | 【内訳】         | 【内訳】         |
| ------------------------ | ---------------- | ---------------- |
| 国立                     | 国立             | 1校              |
| 公立                     | 県立             | なし             |
| 公立                     | 市町村立         | 293校・7分校     |
| 私立                     | 私立             | 6校              |
| 教育委員会所在地         | 教育委員会所在地 | 〒850-8570       |
| 長崎県長崎市尾上町3番1号 |                  |                  |
| 公式サイト               | 公式サイト       | 長崎県教育委員会 |

長崎県小学校一覧（ながさきけんしょうがっこういちらん）は、長崎県の小学校の一覧である。

## 国立小学校

### 長崎市
- 長崎大学教育学部附属小学校

## 公立小学校

### 長崎市
- 長崎市立戸石小学校
- 長崎市立古賀小学校
- 長崎市立矢上小学校
- 長崎市立日見小学校
- 長崎市立伊良林小学校
- 長崎市立諏訪小学校
- 長崎市立上長崎小学校
- 長崎市立桜町小学校
- 長崎市立西坂小学校
- 長崎市立小島小学校
- 長崎市立愛宕小学校
- 長崎市立日吉小学校
- 長崎市立茂木小学校
- 長崎市立仁田佐古小学校
- 長崎市立大浦小学校
- 長崎市立戸町小学校
- 長崎市立小ヶ倉小学校
- 長崎市立土井首小学校
- 長崎市立深堀小学校
- 長崎市立式見小学校
- 長崎市立手熊小学校
- 長崎市立福田小学校
- 長崎市立小榊小学校
- 長崎市立飽浦小学校
- 長崎市立朝日小学校
- 長崎市立稲佐小学校
- 長崎市立城山小学校
- 長崎市立西城山小学校
- 長崎市立西町小学校
- 長崎市立西北小学校
- 長崎市立滑石小学校
- 長崎市立大園小学校
- 長崎市立西浦上小学校
- 長崎市立高尾小学校
- 長崎市立山里小学校
- 長崎市立坂本小学校
- 長崎市立銭座小学校
- 長崎市立三原小学校
- 長崎市立北陽小学校
- 長崎市立三重小学校
- 長崎市立畝刈小学校
- 長崎市立女の都小学校
- 長崎市立横尾小学校
- 長崎市立小江原小学校
- 長崎市立虹が丘小学校
- 長崎市立西山台小学校
- 長崎市立南陽小学校
  - 開成分校
- 長崎市立橘小学校
- 長崎市立南長崎小学校
- 長崎市立鳴見台小学校
- 長崎市立桜が丘小学校
- 長崎市立香焼小学校
- 長崎市立伊王島小学校
- 長崎市立高島小学校
- 長崎市立野母崎小学校
- 長崎市立外海黒崎小学校
- 長崎市立神浦小学校
- 長崎市立池島小学校
- 長崎市立蚊焼小学校
- 長崎市立為石小学校
- 長崎市立晴海台小学校
- 長崎市立川原小学校
- 長崎市立形上小学校
- 長崎市立長浦小学校
- 長崎市立村松小学校
- 長崎市立高城台小学校

### 佐世保市
- 佐世保市立浅子小中学校（※義務教育学校[4]）
- 佐世保市立相浦西小学校
  - 大崎分校
- 佐世保市立相浦小学校
  - 高島分校
- 佐世保市立中里小学校
- 佐世保市立日野小学校
- 佐世保市立皆瀬小学校
- 佐世保市立大野小学校
- 佐世保市立春日小学校
- 佐世保市立山手小学校
- 佐世保市立柚木小学校
- 佐世保市立清水小学校
- 佐世保市立小佐世保小学校
- 佐世保市立祇園小学校
- 佐世保市立木風小学校
- 佐世保市立白南風小学校
- 佐世保市立金比良小学校
- 佐世保市立大久保小学校
- 佐世保市立赤崎小学校
- 佐世保市立船越小学校
- 佐世保市立黒島小中学校（※義務教育学校[4]）
- 佐世保市立潮見小学校
- 佐世保市立福石小学校
- 佐世保市立天神小学校
- 佐世保市立港小学校
- 佐世保市立日宇小学校
- 佐世保市立大塔小学校
- 佐世保市立黒髪小学校
- 佐世保市立早岐小学校
- 佐世保市立三川内小学校
- 佐世保市立花高小学校
- 佐世保市立広田小学校
- 佐世保市立江上小学校
- 佐世保市立宮小学校
- 佐世保市立針尾小学校
- 佐世保市立江迎小学校
- 佐世保市立猪調小学校
- 佐世保市立鹿町小学校
- 佐世保市立歌浦小学校
- 佐世保市立吉井北小学校
- 佐世保市立吉井南小学校
- 佐世保市立世知原小学校
- 佐世保市立楠栖小学校
- 佐世保市立小佐々小学校
- 佐世保市立宇久小学校

### 諫早市
- 諫早市立諫早小学校
- 諫早市立北諫早小学校
- 諫早市立小野小学校
- 諫早市立有喜小学校
- 諫早市立真津山小学校
- 諫早市立本野小学校
- 諫早市立長田小学校
- 諫早市立上諫早小学校
- 諫早市立小栗小学校
- 諫早市立真崎小学校
- 諫早市立みはる台小学校
- 諫早市立御館山小学校
- 諫早市立上山小学校
- 諫早市立西諫早小学校
- 諫早市立真城小学校
- 諫早市立喜々津小学校
- 諫早市立喜々津東小学校
- 諫早市立大草小学校
- 諫早市立伊木力小学校
- 諫早市立森山西小学校
- 諫早市立森山東小学校
- 諫早市立飯盛西小学校
- 諫早市立飯盛東小学校
- 諫早市立高来西小学校
- 諫早市立湯江小学校
- 諫早市立小長井小学校

### 大村市
- 大村市立三浦小学校
- 大村市立鈴田小学校
- 大村市立三城小学校
- 大村市立大村小学校
- 大村市立東大村小学校
- 大村市立西大村小学校
- 大村市立中央小学校
- 大村市立竹松小学校
- 大村市立萱瀬小学校
- 大村市立黒木小学校
- 大村市立福重小学校
- 大村市立松原小学校
- 大村市立放虎原小学校
- 大村市立旭が丘小学校
- 大村市立富の原小学校

### 雲仙市
- 雲仙市立多比良小学校
- 雲仙市立土黒小学校
- 雲仙市立八斗木小学校
- 雲仙市立神代小学校
- 雲仙市立小浜小学校
- 雲仙市立西郷小学校
- 雲仙市立大正小学校
- 雲仙市立川床小学校
- 雲仙市立大塚小学校
- 雲仙市立鶴田小学校
- 雲仙市立愛野小学校
- 雲仙市立千々石第一小学校
- 雲仙市立千々石第二小学校
- 雲仙市立北串小学校
- 雲仙市立南串第一小学校
- 雲仙市立南串第二小学校

### 島原市
- 島原市立第一小学校
- 島原市立第二小学校
- 島原市立第三小学校
- 島原市立第四小学校
- 島原市立第五小学校
- 島原市立三会小学校
  - 長貫分校
- 島原市立大三東小学校
- 島原市立高野小学校
- 島原市立湯江小学校

### 南島原市
- 南島原市立深江小学校
  - 馬場分校
  - 諏訪分校
- 南島原市立小林小学校
- 南島原市立大野木場小学校
- 南島原市立布津小学校
- 南島原市立飯野小学校
- 南島原市立有家小学校
- 南島原市立堂崎小学校
- 南島原市立西有家小学校
- 南島原市立有馬小学校
- 南島原市立南有馬小学校
- 南島原市立口之津小学校
- 南島原市立野田小学校
- 南島原市立加津佐小学校

### 西海市
- 西海市立ときわ台小学校
- 西海市立大串小学校
- 西海市立西彼北小学校
- 西海市立西海東小学校
- 西海市立西海北小学校
- 西海市立西海小学校
- 西海市立大崎小学校
- 西海市立江島小学校（休校）
- 西海市立平島小学校（休校）
- 西海市立大瀬戸小学校
- 西海市立雪浦小学校

### 平戸市
- 平戸市立平戸小学校
- 平戸市立田助小学校
- 平戸市立中野小学校
- 平戸市立根獅子小学校
- 平戸市立紐差小学校
- 平戸市立津吉小学校
- 平戸市立志々伎小学校
- 平戸市立野子小学校
- 平戸市立度島小学校
- 平戸市立田平北小学校
- 平戸市立田平南小学校
- 平戸市立田平東小学校
- 平戸市立生月小学校
- 平戸市立山田小学校
- 平戸市立大島小学校

### 松浦市
- 松浦市立御厨小学校
- 松浦市立星鹿小学校
- 松浦市立青島小学校
- 松浦市立志佐小学校
- 松浦市立上志佐小学校
- 松浦市立調川小学校
- 松浦市立今福小学校
- 松浦市立福島養源小学校
- 松浦市立鷹島小学校

### 五島市
- 五島市立福江小学校
  - 椛島分校（休校）
- 五島市立緑丘小学校
- 五島市立奥浦小学校
- 五島市立本山小学校
- 五島市立久賀小中学校
- 五島市立富江小学校
- 五島市立盈進小学校
- 五島市立玉之浦小中学校
- 五島市立三井楽小学校
- 五島市立嵯峨島小学校（休校）
- 五島市立岐宿小学校
- 五島市立奈留小中学校

### 壱岐市
- 壱岐市立盈科小学校
- 壱岐市立渡良小学校
- 壱岐市立三島小学校
- 壱岐市立柳田小学校
- 壱岐市立沼津小学校
- 壱岐市立志原小学校
- 壱岐市立初山小学校
- 壱岐市立勝本小学校
- 壱岐市立霞翠小学校
- 壱岐市立鯨伏小学校
- 壱岐市立芦辺小学校
- 壱岐市立田河小学校
- 壱岐市立八幡小学校
- 壱岐市立那賀小学校
- 壱岐市立箱崎小学校
- 壱岐市立瀬戸小学校
- 壱岐市立石田小学校
- 壱岐市立筒城小学校

### 対馬市
- 対馬市立厳原小学校
- 対馬市立厳原北小学校
- 対馬市立久田小学校
- 対馬市立豆酘小学校
- 対馬市立金田小学校
- 対馬市立鶏鳴小学校
- 対馬市立今里小学校
- 対馬市立大船越小学校
- 対馬市立美津島北部小学校
- 対馬市立豊玉小学校
- 対馬市立西小学校
- 対馬市立東小学校
- 対馬市立仁田小学校
- 対馬市立佐須奈小学校
- 対馬市立比田勝小学校

### 西彼杵郡
- 長与町立長与小学校
- 長与町立洗切小学校
- 長与町立高田小学校
- 長与町立長与北小学校
- 長与町立長与南小学校
- 時津町立時津小学校
- 時津町立時津北小学校
- 時津町立時津東小学校
- 時津町立鳴鼓小学校

### 東彼杵郡
- 東彼杵町立彼杵小学校
- 東彼杵町立千綿小学校
- 川棚町立川棚小学校
- 川棚町立石木小学校
- 川棚町立小串小学校
- 波佐見町立中央小学校
- 波佐見町立南小学校
- 波佐見町立東小学校

### 北松浦郡
- 小値賀町立小値賀小学校
  - 大島分校
- 佐々町立佐々小学校
- 佐々町立口石小学校

### 南松浦郡
- 新上五島町立上郷小学校
- 新上五島町立青方小学校
- 新上五島町立魚目小学校
- 新上五島町立北魚目小学校
- 新上五島町立有川小学校
- 新上五島町立東浦小学校
- 新上五島町立奈良尾小学校
- 新上五島町立若松東小学校
- 新上五島町立若松中央小学校

## 私立小学校

### 長崎市
- 精道三川台小学校
- 聖マリア学院小学校
- 長崎精道小学校
- 長崎南山小学校

### 佐世保市
- 九州文化学園小学校

### 東彼杵郡
- ながさき東そのぎ子どもの村小学校